# Niemcy karpaccy

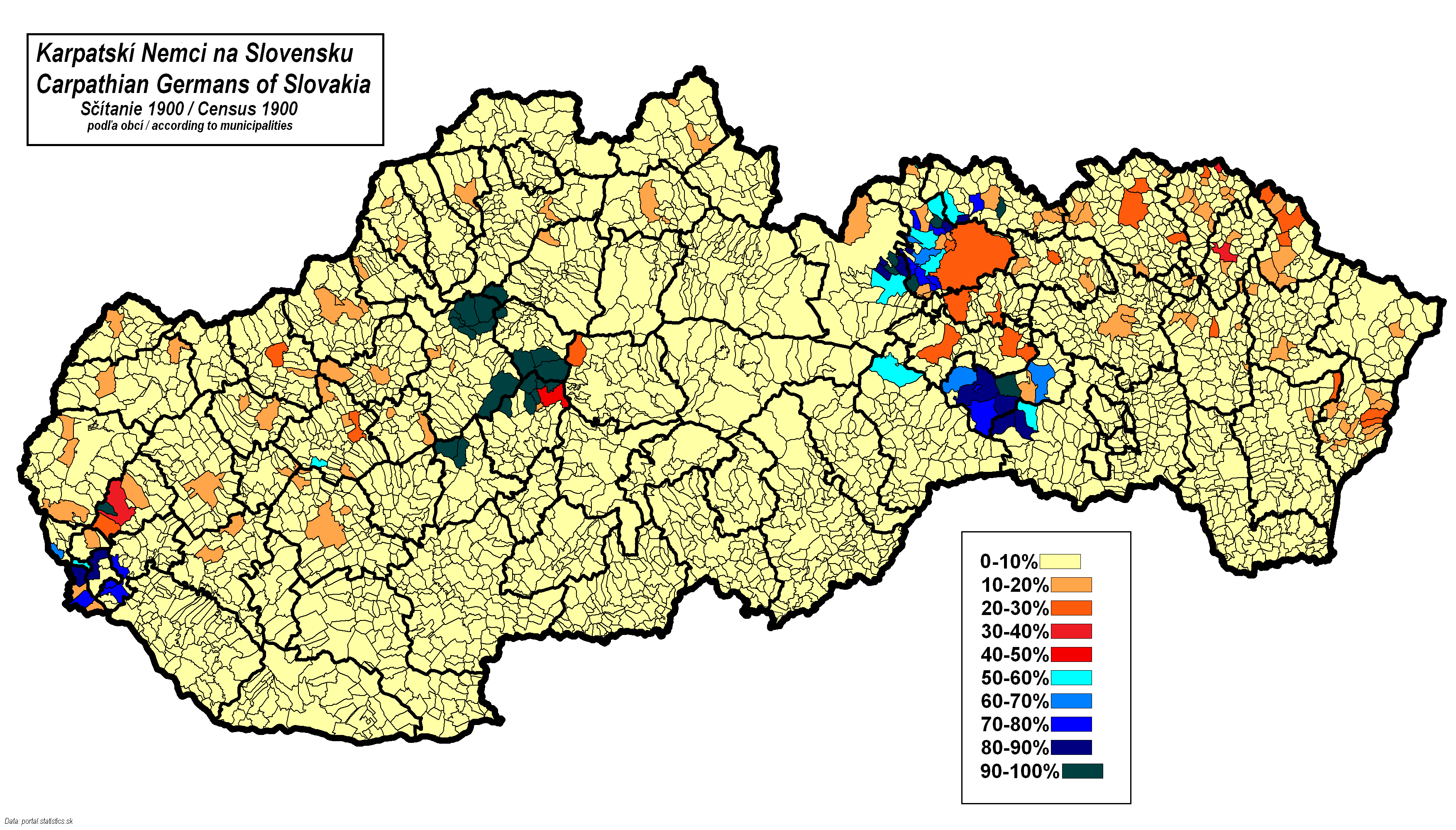
Niemcy na terenie dzisiejszej Słowacji według spisu z 1900 roku

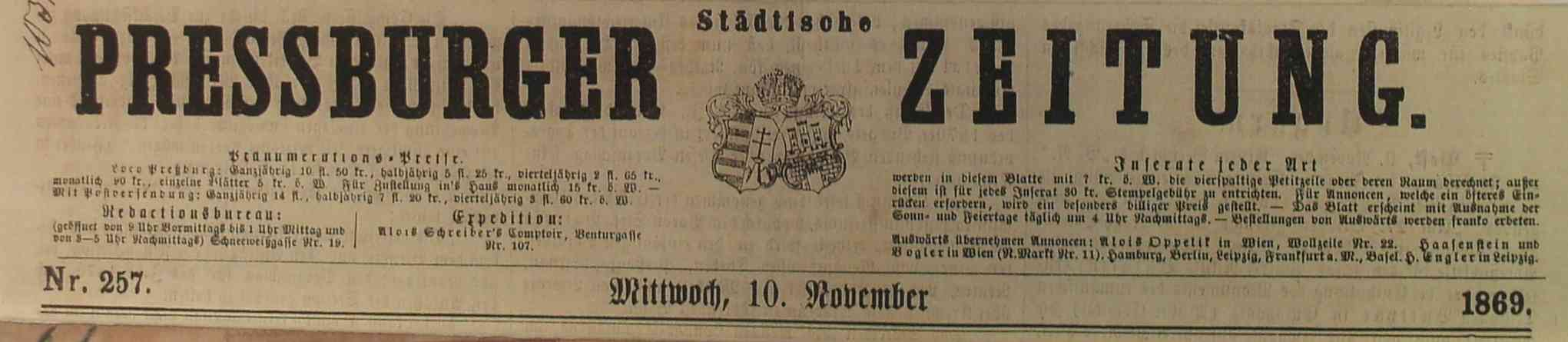
Preßburger Zeitung – gazeta niemiecka w Bratysławie

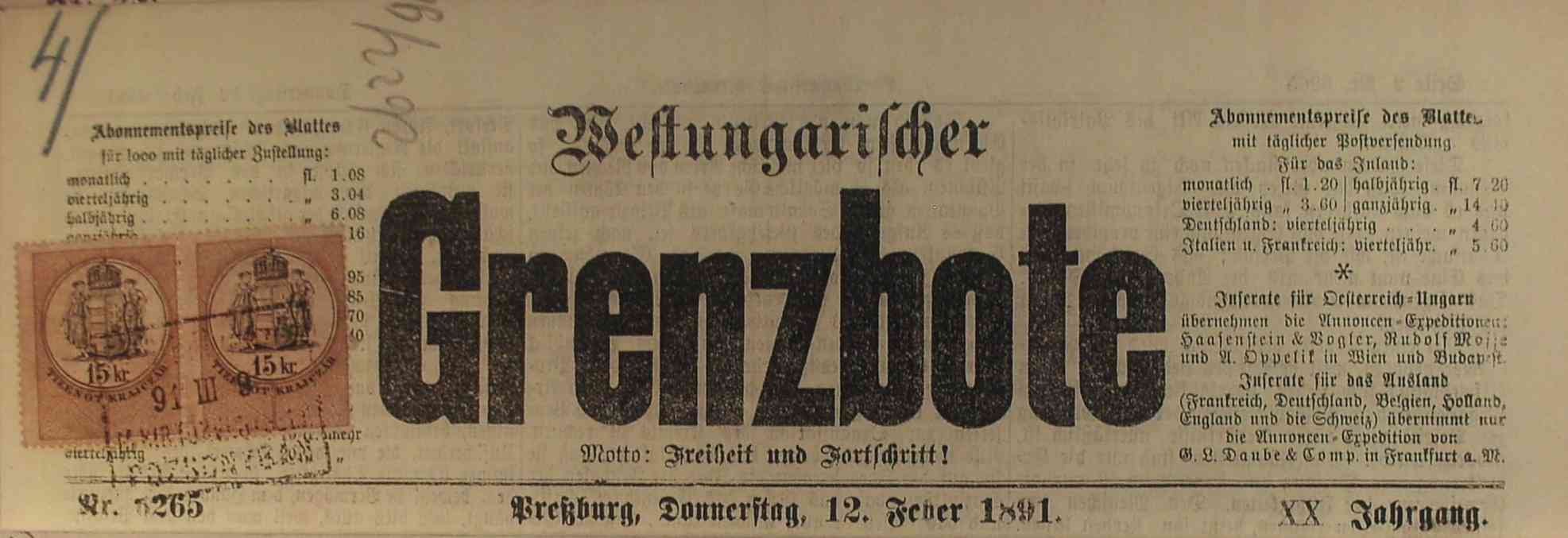
Westhungarischer Grenzbote – gazeta niemiecka w Bratysławie

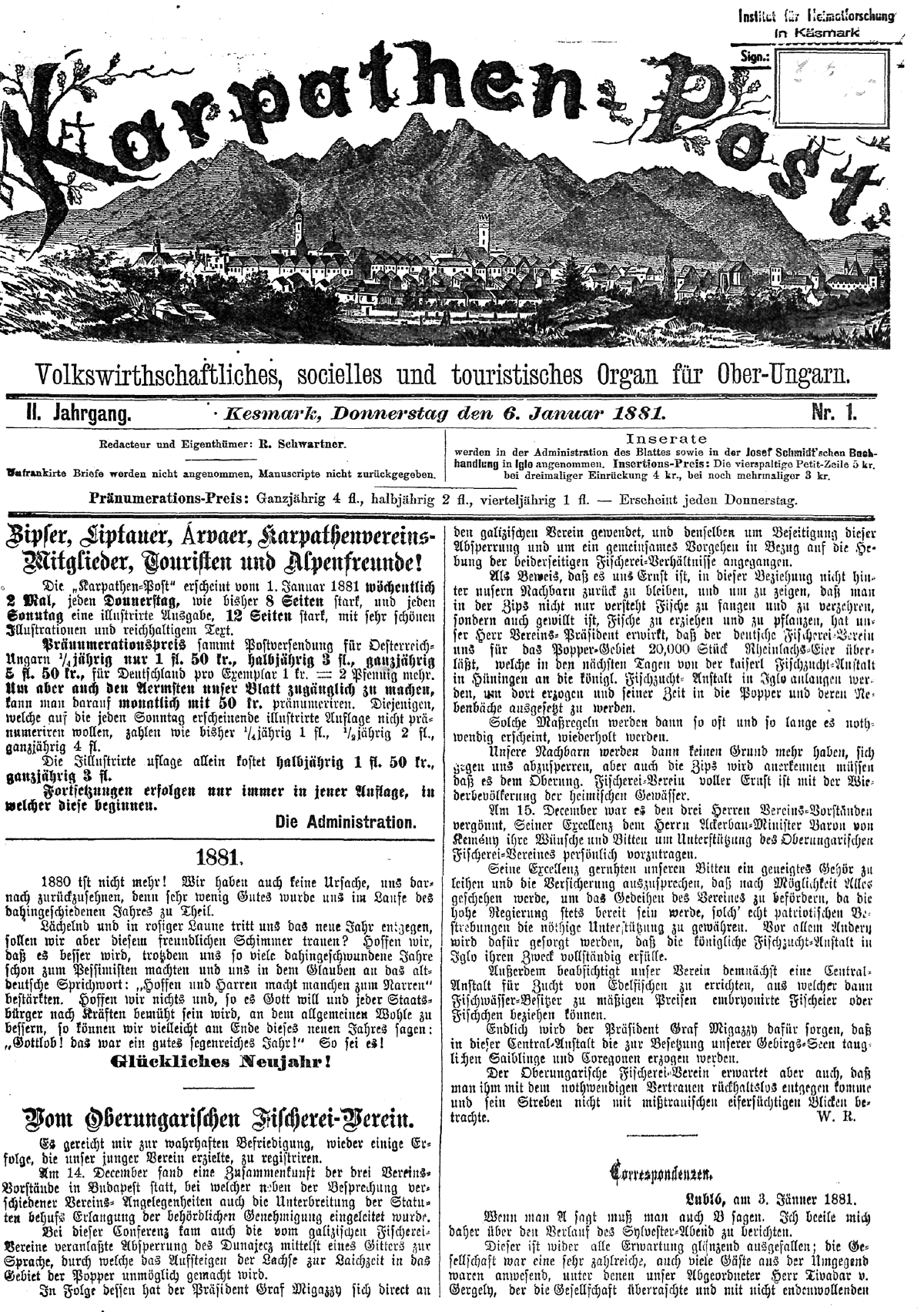
Karpathen-Post – gazeta niemiecka na Spiszu

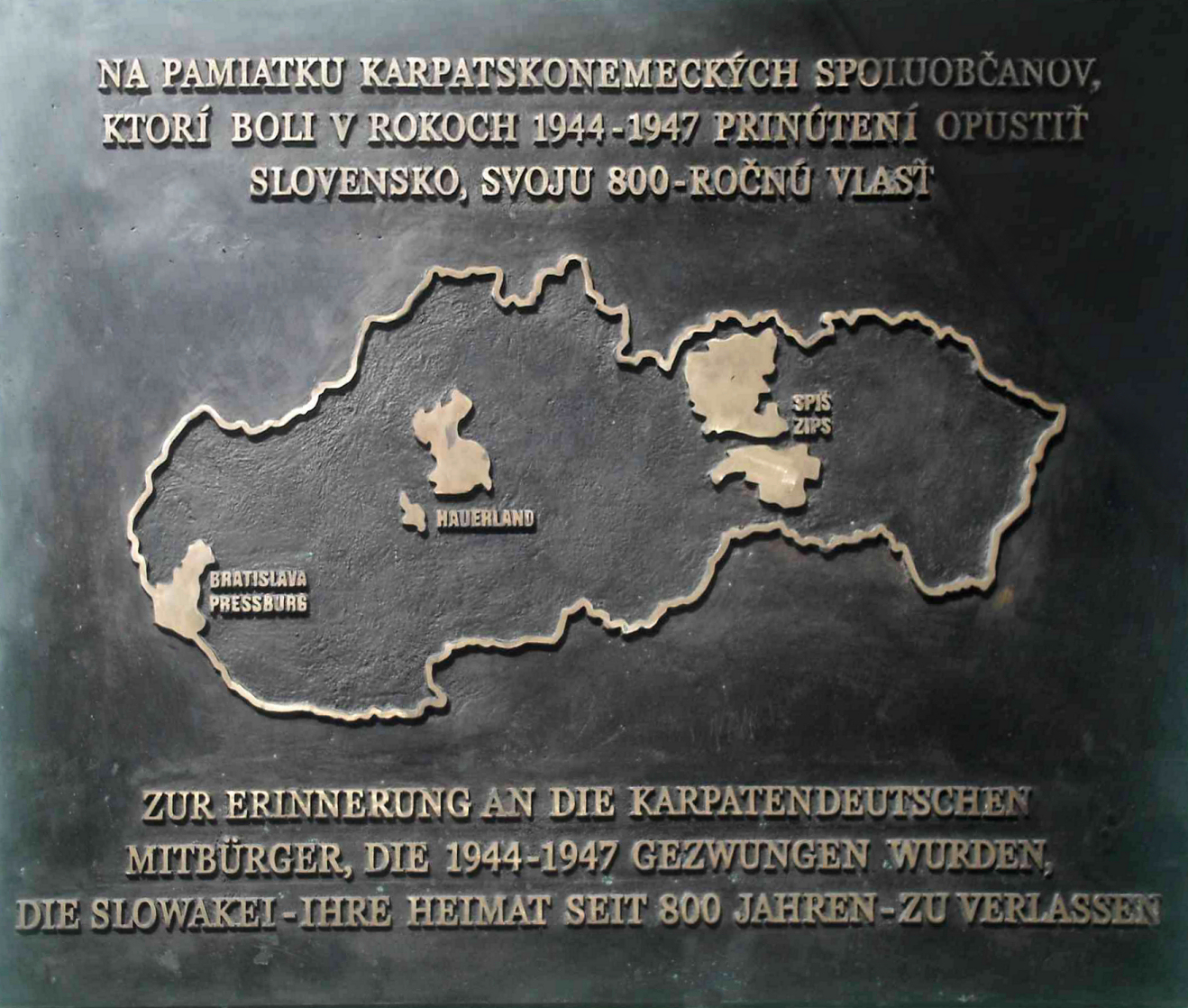
Tablica pamiątkowa poświęcona Niemcom karpackim

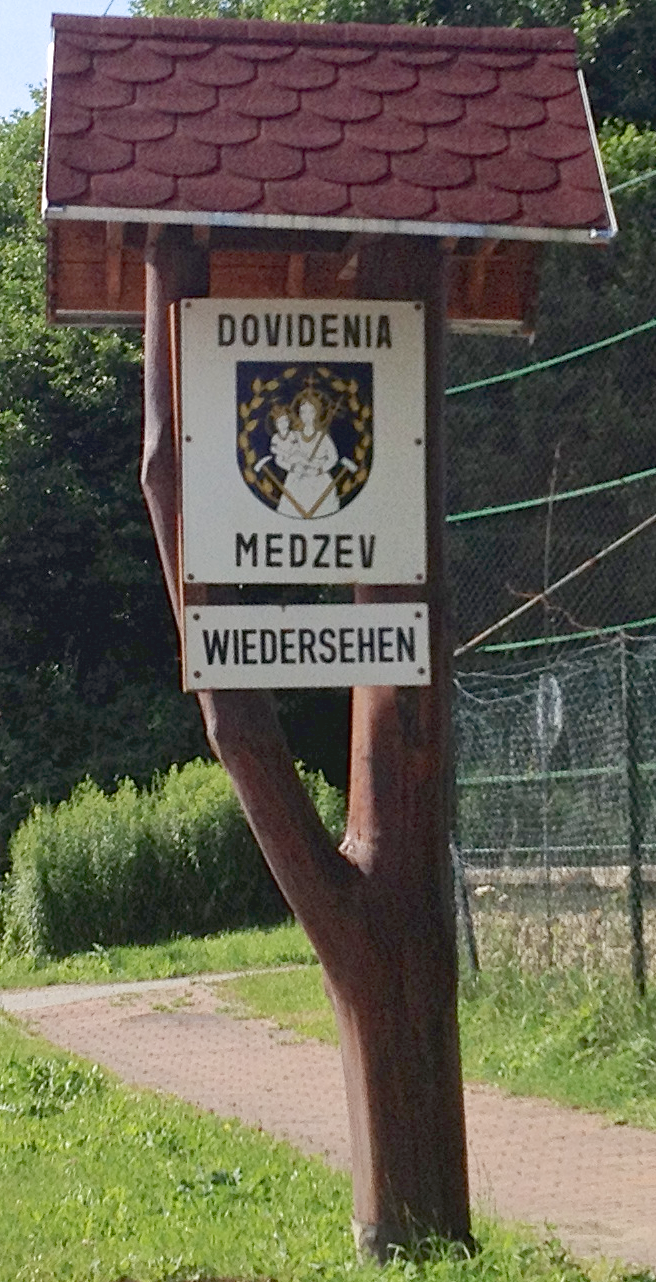
Dwujęzyczna słowacko-niemiecka tablica w mieście Medzev/Metzenseifen

Niemcy karpaccy (niem. Karpatendeutsche, słow. karpatskí Nemci, również Mantacy) – mniejszość narodowa, zamieszkała na terytorium Węgier i Słowacji, w obrębie Spiszu, Szarysza, Zemplina i Zakarpacia włącznie, po II wojnie światowej na mocy dekretów Beneša (lata 1945–1950) zostali w większości wysiedleni do Niemiec i Austrii.
Liczebność tej grupy na Słowacji wynosi obecnie 4690 osób (dane ze spisu powszechnego z 2011; jest to spadek w porównaniu z rokiem 2001, kiedy jako Niemcy zadeklarowało się 5405 osób), jednak osób pochodzenia niemieckiego na Słowacji może być około 17–18 tysięcy. Niemiecki jako ojczysty podało 5186 osób (w 2001 roku 6343 osoby). Po kilku dekadach prześladowań w komunistycznej Czechosłowacji wiele starszych osób nadal boi się zadeklarować swoje pochodzenie (przykład Chmielnicy), młodsi natomiast mają coraz mniej związków z kulturą przodków i deklarują się jako Słowacy.
Pojęcie Niemcy karpaccy po raz pierwszy użył niemiecki historyk Raimund Friedrich Kaindl, który zajmował się problematyką migracji niemieckiej na terytorium Węgier.

## Historia
Pierwsi liczni niemieccy górnicy i rzemieślnicy pojawili się na tych ziemiach w XIII wieku. Największe nasilenie osadnictwa niemieckiego (saskiego) przypada na okres między rokiem 1241 a końcem XV wieku. W celu zwiększenia tempa kolonizacji po okresie najazdów tatarskich królowie Węgier m.in. Bela IV udzielali zaproszonym osadnikom licznych przywilejów, z których najważniejszym było prawo wydobywania metali w okolicznych górach.
Z terenów Szarysza w pierwszej połowie XIV wieku dotarła na ziemie polskie pierwsza fala osadników niemieckich po przyłączeniu przez króla Kazimierza Wielkiego Grodów Czerwieńskich do Polski (zob. Balowie). Według historyka Marcina Bielskiego (1551) osiedlanie niemieckich kolonistów przypisywano już Bolesławowi Chrobremu. A dlatego je (Niemców) Bolesław tam osadzał, aby bronili granic od Węgier i Rusi; ale że był lud gruby, niewaleczny, obrócono je do roli i do krów, bo sery dobrze czynią, zwłacza w Spiżu i na Pogórzu, drudzy też kądziel dobrze przędą i przetoż płócien z Pogórza u nas bywa najwięcej (zob. Głuchoniemcy).
- Znani przedstawiciele:
  - Rudolf Schuster – prezydent Słowacji

- Populacja:
  - Od średniowiecza: 20 – 25% mieszkańców terenów dzisiejszej Słowacji, w II połowie XVIII wieku stopniowo zaczęło maleć
  - 1880: 318 794 (12,8%)
  - 1910: 198 405 (6,8%)
  - 1930: 154 821 (4,5%)
  - 1947: 24 000 (0,7%) (dane szacunkowe, inne mówią o ok. 15 000)
  - 1950: 5179 (pierwszy oficjalny spis powojenny w Czechosłowacji)
  - 1980: 2198
  - 2001: 5405 (0,1%)
  - 2011: 4690 (0,1%)

Z kolei według populacja Niemców karpackich kształtowała się następująco:
- - 1840: 163.329 (6,7%)
  - 1880: 228 799 (8,7%)
  - 1910: 198 385 (6,8%)
  - 1921: 139 902 (4,6%)
  - 1930: 147 501 (4,5%)
  - 1940: 135 408 (5,1%)

Największe skupiska Niemców karpackich znajdowały się na Spiszu, w rejonie Bańskiej Bystrzycy i Kremnicy (tzw. Hauerland) oraz Bratysławie i na terenach położonych na północ od niej.

## Niemcy karpaccy od II wojny światowej
Prawie wszyscy Niemcy opuścili teren dzisiejszej Słowacji pod koniec lub po zakończeniu II wojny światowej. Większość (130 tysięcy ze 150 tysięcy karpackich Niemców) opuściła miejsca zamieszkania w wyniku akcji ewakuacyjnej. Jeszcze przed wybuchem słowackiego powstania narodowego zdarzały się przypadki morderstw (najgłośniejszy zdarzył się w miejscowości Sklabiňa, w której partyzanci zabili kilkadziesiąt osób), które nasiliły się na terenach objętych powstaniem. We wsi Sklené zamordowano 187 osób, w Rużomberku 146, w okolicach Bańskiej Szczawnicy 83 osób, w Magurce 69.
Po zakończeniu wojny 30–40 tysięcy Niemców karpackich powróciło w swoje rodzinne strony, gdzie jednak nie mogli pozostać. Odebrano im czechosłowackie obywatelstwo, konfiskowano majątki, odebrano wszelkie prawa obywatelskie, a w wyniku tzw. dekretów Beneša wypędzono ich na terytorium okupowanych Niemiec. Również podczas tej akcji dochodziło do tragicznych wydarzeń – najbardziej głośne wydarzyło się w lipcu 1945 w Przerowie – zamordowano 247 (według innych danych 265) mężczyzn, kobiet i dzieci ze Spiszu.
Od 1946 rozpoczęto masowe wywózki do amerykańskiej i rosyjskiej strefy okupacyjnej. W sumie było 27 transportów, po 1200 osób każda – ogółem 32 400 ludzi. Pod koniec lat 40. zostało na Słowacji około 20 tysięcy Niemców bez żadnych praw. Ich sytuacja zaczęła się zmieniać po powstaniu NRD, a w 1953 ci, którym udało się pozostać, otrzymali z powrotem czechosłowackie obywatelstwo. Spora część Niemców obawiała się jednak przyznawać do swego pochodzenia (w 1950 zadeklarowało niemiecką narodowość tylko 5179 osób) i określała się jako Słowacy. W wyniku postępującej asymilacji oraz sytuacji politycznej w 1980 jedynie 2918 zadeklarowało niemieckie pochodzenie.
Obecnie najwięcej Niemców żyje w stolicy (ok. 1200), miastach dawnego Hauerlandu (od kilkudziesięciu do kilkuset – jak w Prievidzy). Gmina Krahule/Blaufuß jest jedyną na Słowacji, w której niemiecki jest drugim oficjalnym językiem (jako Niemcy zadeklarowało się 31% mieszkańców). Kilkuset Niemców żyje w Koszycach, skupiska niemieckie znajdują się również na zachód od Koszyc (prawie 500 zadeklarowało narodowość niemiecką w miejscowości Medzev – ponad 10% mieszkańców) oraz na Spiszu (w miejscowości Chmielnica etniczni Niemcy stanowią blisko 90% mieszkańców, choć w spisach zadeklarowało ją jedynie 20% ludności).
Od 1990 działa Związek Karpatoniemiecki na Słowacji, prowadzący działalność kulturalną oraz edukacyjną.

## Symbole Niemców karpackich

Flaga karpackoniemiecka

Herb karpackoniemiecki składa się z herbów miast Bratysława, Kremnica i Kieżmark, które symbolizują trzy niemieckie osiedla na Słowacji i słowackiego podwójnego krzyża.
Flaga Niemców karpackich jest prostokątem podzielonym na cztery poziome pasy jednakowej wielkości: czerwony, niebieski, biały i żółty  z herbem karpackoniemieckim.

## Literatura
- Kaindl, R. F.: Geschichte der Deutschen in den Karpatenländern, 3 zväzky, 1907–11.
- Pöss O., Dejiny a kultura karpatskych Nemcov, Bratislava – Pressburg 2005, ISBN 80-89079-16-4.
- Ernst Schwarz. Von den "Walddeutschen" in Galizien, 1960. "Schlesien" Jh. V. Z. III. S. 147-156.
- Wojciech Blajer. Uwagi o stanie badań nad enklawami średniowiecznego osadnictwa niemieckiego między Wisłoką i Sanem. [w:] Późne średniowiecze w Karpatach polskich. Red. prof. Jan Gancarski. Krosno 2007. ISBN 978-83-60545-57-7.
- Sesja popularnonaukowa „Niemcy w Karpatach”, Andrzej Wielocha.
- Krzysztof Żarna, Hitler-Henlein-Karmasin. Mniejszość niemiecka na słowacji w polityce III Rzeszy (1933-1939), Przemyśl 2009.
- Krzysztof Żarna, Sytuacja polityczna Niemców karpackich w latach 1918-1939, Toruń 2011.